# Adelmo Tacconi
Adelmo Tacconi (Roccastrada, 20 novembre 1915 – Grosseto, 16 settembre 2003) è stato un vescovo cattolico italiano.

## Biografia
Nato a Roccastrada in Maremma, fu ordinato presbitero del clero di Grosseto il 3 febbraio 1940 da monsignor Francesco Pascucci, pro-vicario di Roma. A Grosseto fu cappellano della cattedrale di San Lorenzo, della quale divenne parroco nel 1947, oltre che canonico teologo del capitolo. Tra i vari incarichi che ricoprì tra gli anni cinquanta e gli anni sessanta vi furono anche quelli di vice rettore del seminario vescovile, responsabile amministrativo della curia e anche insegnante di religione nelle scuole statali.
Il 23 aprile 1970 fu eletto vescovo ausiliare per la diocesi di Sovana-Pitigliano, e consacrato il successivo 21 giugno col titolo di Sinna, dal vescovo di Grosseto Primo Gasbarri, co-consacranti i vescovi Fiorenzo Angelini (poi cardinale) e Giuseppe Marafini.
Nel 1975 venne nominato ausiliare del vescovo di Grosseto, Primo Gasbarri, con diritto di successione; gli succederà il 23 marzo 1979. Durante il suo episcopato a Grosseto, si distinse per l'erezione di nuove parrocchie, tra cui si ricorda quella della Santa Famiglia, nella nascente zona 167 Nord di Sugherella. Il 21 maggio 1989 quella stessa chiesa fu scelta per accogliere papa Giovanni Paolo II, dopo 850 anni dall'ultima volta di una visita papale a Grosseto. Con decreto vescovile del 19 giugno 1986, soppresse la parrocchia della Madonna del Rosario di Pian d'Alma per istituire la nuova parrocchia della Consolata di Punta Ala.
Dimessosi dalla cattedra episcopale nel 1991, gli succedette Angelo Scola. Morì a Grosseto il 16 settembre 2003.

## Genealogia episcopale
La genealogia episcopale è:
- Cardinale Scipione Rebiba
- Cardinale Giulio Antonio Santori
- Cardinale Girolamo Bernerio, O.P.
- Arcivescovo Galeazzo Sanvitale
- Cardinale Ludovico Ludovisi
- Cardinale Luigi Caetani
- Cardinale Ulderico Carpegna
- Cardinale Paluzzo Paluzzi Altieri degli Albertoni
- Papa Benedetto XIII
- Papa Benedetto XIV
- Papa Clemente XIII
- Cardinale Marcantonio Colonna
- Cardinale Giacinto Sigismondo Gerdil
- Cardinale Giulio Maria della Somaglia
- Cardinale Carlo Odescalchi
- Vescovo sant'Eugène de Mazenod
- Arcivescovo Joseph Hippolyte Guibert
- Cardinale François-Marie-Benjamin Richard
- Cardinale Pietro Gasparri
- Cardinale Clemente Micara
- Vescovo Primo Gasbarri
- Vescovo Adelmo Tacconi